# 新幾內亞繡雀鯛
新幾內亞繡雀鯛，為鱸形目鱸亞目擬雀鯛科的其中一種，為熱帶海水魚，分布於西太平洋印尼及巴布亞紐幾內亞海域，深度30-50公尺，本魚體延長，全身為紫紅色，惟體後上半部，從背鰭基部至尾柄為金黃色，形狀呈弧狀，背鰭硬棘3枚、背鰭軟條20-22枚、臀鰭硬棘3枚、臀鰭軟條12枚，體長可達4公分，棲息在珊瑚礁坡，生活習性不明。

## 擴展閱讀
維基物種上的相關：新幾內亞繡雀鯛